# Administrativní dělení Peru

Mapa administrativního dělení Peru

Jihoamerické Peru je unitární stát. Nejvyššími administrativně správními celky je 25 regionálních vlád (každá pro jeden z 24 departementů a jedna pro provincii Callao), mimo jejich správu figuruje provincie Lima, která nespadá pod žádnou regionální vládu. Nižšími administrativními celky jsou provincie (celkový počet 196), které se dále dělí na distrikty (1874).

## Regionalizace
V roce 2002 byl spuštěn proces tvorby regionů. Regionalizace byla odstartována podle zákona tím, že bylo ustanoveno 25 regionálních vlád, které mají být podle zákona zpočátku zodpovědné za území departementů a provincie Callao s výjimkou provincie Lima, která je vyjmuta z procesu regionalizace. Proces tvorby regionů však nebyl zatím dokončen, protože zákon vyžaduje, aby region vznikl sloučením dvou nebo více departementů, což muselo být schváleno referendem což se prozatím nestalo (stav k lednu 2021). Navzdory tomu, že regiony tedy de iure ještě neexistují, běžně se používá označení „region“ namísto „departement“. Na oficiálních webových stránkách peruánské vlády či statistického úřadu se však stále používá pouze výraz „departement“.

## Přehled
| Území         | ISO kód | Hlavní město     | Rozloha (km²) | Populace (2017) | Hustota osídlení (obyv./km²) | Počet provincií |
| ------------- | ------- | ---------------- | ------------- | --------------- | ---------------------------- | --------------- |
| Amazonas      | PE-AMA  | Chachapoyas      | 39 249,13     | 379 384         | 9,7                          | 7               |
| Áncash        | PE-ANC  | Huaraz           | 35 914,81     | 1 083 519       | 30,2                         | 20              |
| Apurímac      | PE-APU  | Abancay          | 20 895,79     | 405 759         | 19,4                         | 7               |
| Arequipa      | PE-ARE  | Arequipa         | 63 345,39     | 1 382 730       | 21,8                         | 8               |
| Ayacucho      | PE-AYA  | Ayacucho         | 43 814,80     | 616 176         | 14,1                         | 11              |
| Cajamarca     | PE-CAJ  | Cajamarca        | 33 317,54     | 1 341 012       | 40,2                         | 13              |
| Callao        | PE-CAL  | Callao           | 146,98        | 994 494         | 6 766,2                      | 1               |
| Cuzco         | PE-CUS  | Cuzco            | 71 986,50     | 1 205 527       | 16,7                         | 13              |
| Huancavelica  | PE-HUV  | Huancavelica     | 22 131,47     | 347 639         | 15,7                         | 7               |
| Huánuco       | PE-HUC  | Huánuco          | 36 848,85     | 721 047         | 19,6                         | 11              |
| Ica           | PE-ICA  | Ica              | 21 327,83     | 850 765         | 39,9                         | 5               |
| Junín         | PE-JUN  | Huancayo         | 44 197,23     | 1 246 038       | 28,2                         | 9               |
| La Libertad   | PE-LAL  | Trujillo         | 25 499,90     | 1 778 080       | 69,7                         | 12              |
| Lambayeque    | PE-LAM  | Chiclayo         | 14 231,3      | 1 197 260       | 84,1                         | 3               |
| Lima          | PE-LIM  | Huacho           | 34 801,59     | 9 485 405       | 272,6                        | 10              |
| Loreto        | PE-LOR  | Iquitos          | 368 851,95    | 883 510         | 2,4                          | 8               |
| Madre de Dios | PE-MDD  | Puerto Maldonado | 85 300,54     | 141 070         | 1,7                          | 3               |
| Moquegua      | PE-MOQ  | Moquegua         | 15 733,97     | 174 863         | 11,1                         | 3               |
| Pasco         | PE-PAS  | Cerro de Pasco   | 25 319,59     | 254 065         | 10,0                         | 3               |
| Piura         | PE-PIU  | Piura            | 35 892,49     | 1 856 809       | 51,7                         | 8               |
| Puno          | PE-PUN  | Puno             | 71 999,00     | 1 172 697       | 16,3                         | 13              |
| San Martín    | PE-SAM  | Moyobamba        | 51 253,31     | 813 381         | 15,9                         | 10              |
| Tacna         | PE-TAC  | Tacna            | 16 075,89     | 329 332         | 20,5                         | 4               |
| Tumbes        | PE-TUM  | Tumbes           | 4 669,2       | 224 863         | 48,2                         | 3               |
| Ucayali       | PE-UCA  | Pucallpa         | 102 410,55    | 496 459         | 4,8                          | 4               |
| PERU          |         | Lima             | 1 285 215,60  | 29 381 884      | 22,9                         | 196             |